# Мартен, Мари-Зели
 Мари́-Зели́ Марте́н  (фр. Marie-Zelie Martin; 23 декабря 1831, Сен-Дени-Сюр-Сартон — 28 августа 1877, Алансон) — святая Римско-католической церкви, мать святой Терезы из Лизьё и жена святого Луи Мартена.

## Биография
Мари-Зели Герен родилась в семье Изидора Герена и Луизы-Жанны Мас. В юношеском возрасте она хотела вступить в монастырь конгрегации «Сёстры Милосердия св. Винцента де Поля», но из-за проблем со здоровьем не смогла осуществить своё желание.
В 1858 году она вышла замуж за Луи Мартена. У них родилось девять детей (семь дочерей и два сына), четверо из которых умерли в раннем возрасте. Остальные дочери стали монахинями, среди них известна святая Тереза:
- Мария (22.02.1860 — 19.12.1940) вступила в монастырь кармелиток, приняв в монашестве имя Мария Святейшего Сердца;
- Полин (7.09.1861 — 28.04.1951) вступила в монастырь кармелиток, приняв монашеское имя Агния Иисуса;
- Леони (3.06.1863 — 16.06.1941) вступила в монастырь визитанок, приняв монашеское имя Франциска Тереза;
- Селин (28.04.1869 — 25.02.1959) вступила в монастырь кармелиток, приняв монашеское имя Женевьева Святого Лика;
- Тереза (2.12.1873 — 30.09.1897) была провозглашена святой в 1925 году.

28 августа 1877 года Мари-Зели Мартен умерла от рака груди.

## Прославление
26 марта 1994 года папа Иоанн Павел II подтвердил героические добродетели Луи Мартена и его жены Мари-Зели Мартен. 19 октября 2008 года в базилике святой Терезы они были причислены к лику блаженных папским легатом Хосе Сараива Мартинсом.
18 октября 2015 года вместе с мужем канонизирована папой римским Франциском.
День памяти — 28 августа.

## Источник
- Joyce R. Emert: Louis Martin, father of a saint. New York, N.Y.: Alba House, 1983. ISBN 0-8189-0446-1.